# Caiman nan de Cuvier
El caiman nan de Cuvier (Paleosuchus palpebrosus) és una espècie de petit crocodilià de la família Alligatoridae present a rius i zones humides de la meitat nord d'Amèrica del sud.

## Descripció
Aquesta espècie és la més petita de la família dels al·ligàtors. Els mascles arriben a mesurar fins a 1,6 metres i les femelles arriben a 1,2 metres. Solen assolir un pes d'entre 6 i 7 quilograms. La part superior i laterals d'aquests caimans va de color marró-rogenc a negre, i la part inferior de color més clar. La part de la mandíbula i la part inferior estan cobertes per taques fosques i clares.

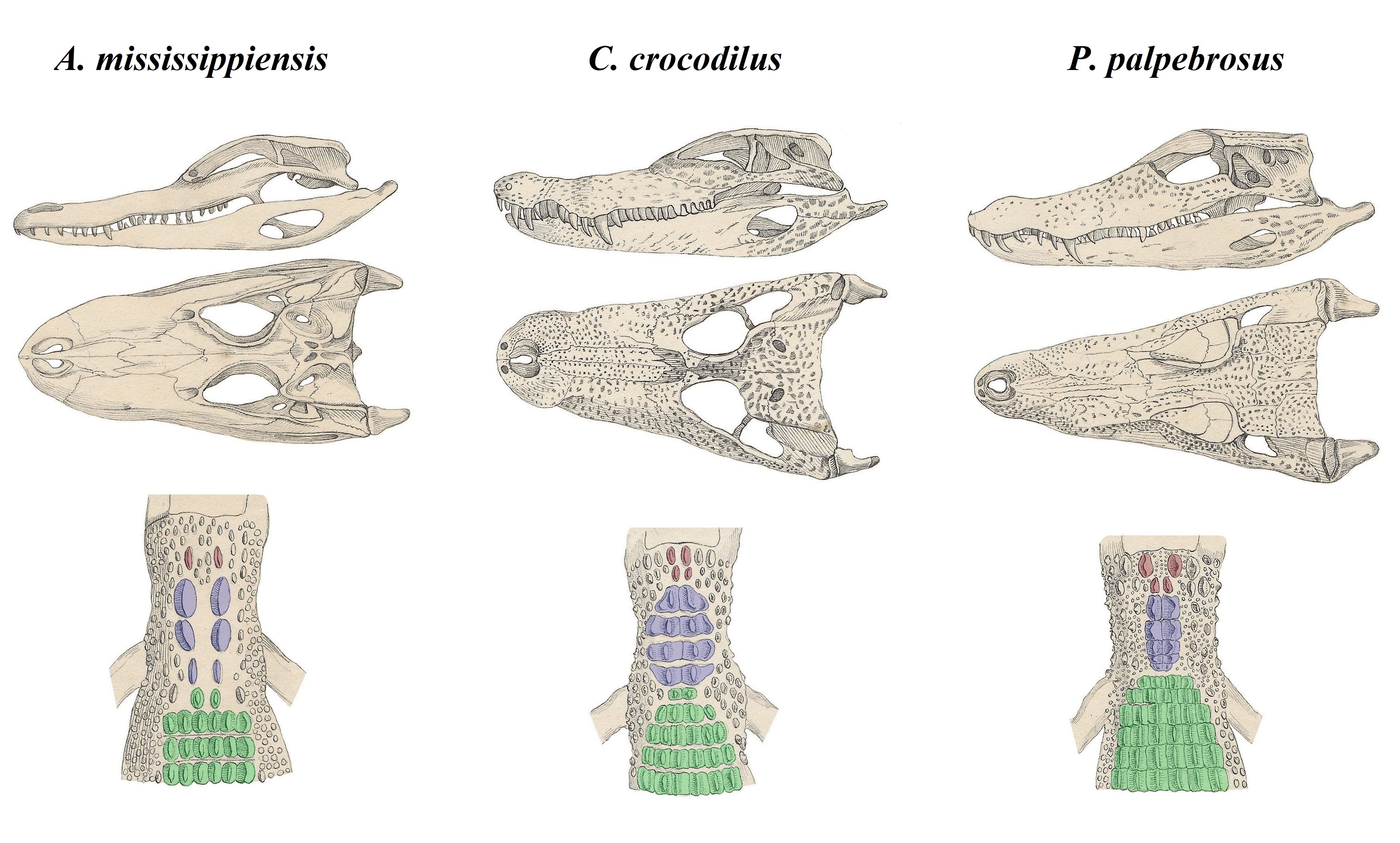
Comparativa dels cranis de alligator mississippiensis, caiman crocodilus i paleosuchus palpebrosus

El seu musell és obtús i curt i es corba cap amunt des de les fosses nasals fins a la part superior del cap, que té forma de cúpula. Els ulls grans i prominents són de color marró, tot i que s'han trobat exemplars amb els ulls grocs, estan situats a la part superior del cap, i dins de cada iris hi ha una fissura vertical fosca. Una altra cosa que diferencia aquest caiman de la resta és que només té 4 premaxil·lars a la mandíbula superior, quan la resta en tenen 5. Les escates a l'exterior de les mandíbules inferiors de molts individus estan cobertes amb bandes o taques fosques.

## Alimentació
S'alimenta tant de vertebrats com d'invertebrats. Entre els vertebrats més habituals hi podem trobar peixos i granotes. També pot consumir serps tortugues, petits mamífers i ocells. A més, els mascles grans poden ocasionalment menjar altres caimans petits, i s'han reportat casos poc comuns de canibalisme.
Pel que fa a la seva dieta d'invertebrats consumeix crancs, gambes i mol·luscs, incloent-hi cargols i marisc. També s'alimenta d'insectes, especialment de coleòpters i d'aràcnids com les aranyes.

## Distribució i hàbitat
Aquesta espècie viu a prop de rius, àrees humides i àrees de sabana inundades on se'l sol trobar descansant a la vora de l'aigua o en petites muntanyes de pedres o prop d'arbres en descomposició. També se'l pot trobar en coves de fins a 3,5 metres de profunditat.
Se'l pot trobar en països com Bolívia, el Brasil, Colòmbia, l'Equador, Guyana, la Guaiana francesa, el Paraguai, el Perú, Surinam, Veneçuela i Trinidad i Tobago. Habita bàsicament els rius Orinoco, Amazones, São Francisco, Paranà i Paraguai.

## Reproducció
Els caimans nans de Cuvier són animals polígins, que significa que el mascle es pot aparellar amb diverses femelles durant una sola temporada de cria. Durant el festeig durant l'estació seca, el mascle emet rugits i fa altres vocalitzacions mentre apunta amb la cua cap amunt abans d'acostar-se a la femella receptiva.
Després de l'aparellament, durant la temporada de pluges entre els mesos d'agost i novembre, fan el niu. Els seus nius en forma de muntanya i d'entre 125 i 145 cm i una profunditat d'entre 40 i 80 cm, es poden trobar sobre vegetació flotant, però la majoria de les vegades es troben al terra del bosc en algun lloc ombrívol. La femella pon entre 13 i 15 ous i els cobreix amb fang, argila, fulles en descomposició, herba i branquetes. La seva incubació dura entre 90 i 92 dies.
Un cop neixen, la seva maduresa sexual arriba als 8 anys en el cas de les femelles i als 6 anys en el cas dels mascles.

## Estat de conservació
La Unió Internacional per a la Conservació de la Natura (UICN) considera el caiman nan de Cuvier una espècie de risc baix gràcies a la seva àmplia distribució geogràfica i a la seva capacitat per adaptar-se a diferents condicions ambientals. És tan abundant i es troba tan estès pel nord de Sud-amèrica que alguns experts creuen que podria ser el crocodilià més comú del món. A causa de la seva petita mida, no acostuma a ser caçat per la seva pell, tot i que en algunes regions es caça per la seva carn. La majoria de poblacions es mantenen estables, però hi ha proves que algunes es veuen amenaçades per factors com la pèrdua d'hàbitat, la caça, la contaminació derivada de la mineria i els atropellaments, sobretot en zones properes a poblacions humanes.